# Монтескудайо
Монтескудайо (на италиански: Montescudaio) е град и община в Италия, в региона Тоскана, провинция Пиза, в географския район Валдичечина. Населението му е около 1900 души (2009).